# 566 Stereoskopia
566 Stereoskopia este o planetă minoră (asteroid), cu un diametru de 167,381 km, din centura de asteroizi. A fost descoperită pe 28 mai 1905 la Observatorul Königstuhl de Paul Götz⁠(d) și a fost numită după stereo-comparator⁠(d). 
Obiectul prezintă o orbită caracterizată de o semiaxă mare de 3,3768477773981 UAi, o excentricitate de 0,12041928914072, o înclinație de 4,8947448122687 ° în raport cu ecliptica.